# Pave Hadrian 3.
Hadrian 3. (død juli 885) var pave fra 17. maj 884 til sin død i 885.
Han blev født i Rom og døde i juli 885 ved San Cesario sul Panaro i Modena, kort efter at have indledt en rejse til Worms i nutidens Tyskland. Formålet med turen var at møde i Rigsdagen, efter han var blevet hidkaldt af den frankiske konge Karl 3. for at afgøre, hvordan afgøre arvefølgen i Det tysk-romerske Rige skulle være, og for at diskutere saracenernes voksende magt. Det vides også, at han skrev et brev, hvori han fordømte de kristne i både den muslimske ledede og den kristne del af Spanien for at være for venlige over for jøder i disse områder.
Han blev helgenkåret i 1891, og hans festdag er 8. juli.
Hans død og efterfølgende begravelse foregik i kirken San Silvestro Abbazia di Nonantola nær Modena, hvor der omkring 1122 blev udført et relief i rammen omkring døren. Hans relikvier findes nær alteret i kirken.